# 壬戌学制
壬戌学制于1922年11月由北洋政府颁行，其提案为《学校系统改革案》。也称“1922年学制”，因为这一年是旧历壬戌年，所以又称“壬戌学制”。为了区别于“壬子癸丑学制”，也称为“新学制”。
该学制确立小学、初级中学、高级中学的修业年限为六年、三年、三年，所以还称“六三三制”。
这是中国近代史上实施时间最长、影响最大的一个学制。

## 标准
七条标准为：“适应社会进化之需要；发挥平民教育精神；谋个性之发展；注意国民经济力；注意生活教育；使教育易于普及；多留各地方伸缩余地。”